# Elizabeth Peck Perkins
Elizabeth Peck Perkins, född 14 februari 1735 i Massachusetts, död 24 maj 1807 i Boston, var en amerikansk affärsidkare. 
Hon var dotter till pälshandlaren Thomas Handasyd Peck, gifte sig 1754 med James Perkins (1733–1773) och blev mor till Thomas Handasyd Perkins. Hon ärvde sin makes företag, som importerade porslin, glas och vin från Europa. Det var ett av Bostons ledande handelshus under denna tid. Under amerikanska frihetskriget hyrde hon ut det skepp hon var delägare i för att skeppa trupper åt USA:s allierade Frankrike. Hon var en av grundarna och finansiärerna av Bostons första institution grundade av kvinnor, Boston Female Asylum, år 1800, och var också dess direktör och skattemästare. Hennes familj kom att räknas bland Bostons ledande köpmansfamiljer, de så kallade "Boston Brahmin"-familjerna. 